# Варезе Лигуре
Варезе Лигуре (итал. Varese Ligure) је насеље у Италији у округу Ла Специја, региону Лигурија.
Према процени из 2011. у насељу је живело 525 становника. Насеље се налази на надморској висини од 358 м.

## Становништво
| 1931. | 1936. | 1951. | 1961. | 1971. | 1981. | 1991. | 2001. | 2011. |
| ----- | ----- | ----- | ----- | ----- | ----- | ----- | ----- | ----- |
| 6.805 | 6.762 | 5.909 | 4.710 | 3.711 | 3.118 | 2.681 | 2.358 | 2.103 |